# Talinum
Talinum is een geslacht van kruidachtige, succulente planten uit de familie Talinaceae. De soorten komen voor in (sub)tropische delen van Amerika, Afrika en in Oman en Bangladesh.

## Soorten
- Talinum arnottii Hook.f.
- Talinum aurantiacum Engelm.
- Talinum caffrum (Thunb.) Eckl. & Zeyh.
- Talinum crispatulum Dinter
- Talinum cymbosepalum Rose & Standl.
- Talinum domingense Urb. & Ekman
- Talinum fruticosum (L.) Juss.
- Talinum lineare Kunth
- Talinum nocturnum Bacig.
- Talinum palmeri Rose & Standl.
- Talinum paniculatum (Jacq.) Gaertn.
- Talinum polygaloides Gillies ex Arn.
- Talinum porphyreum M.Mend. & J.R.I.Wood
- Talinum portulacifolium (Forssk.) Asch. ex Schweinf.
- Talinum tenuissimum Dinter
- Talinum tuberosum (Benth.) P.Wilson

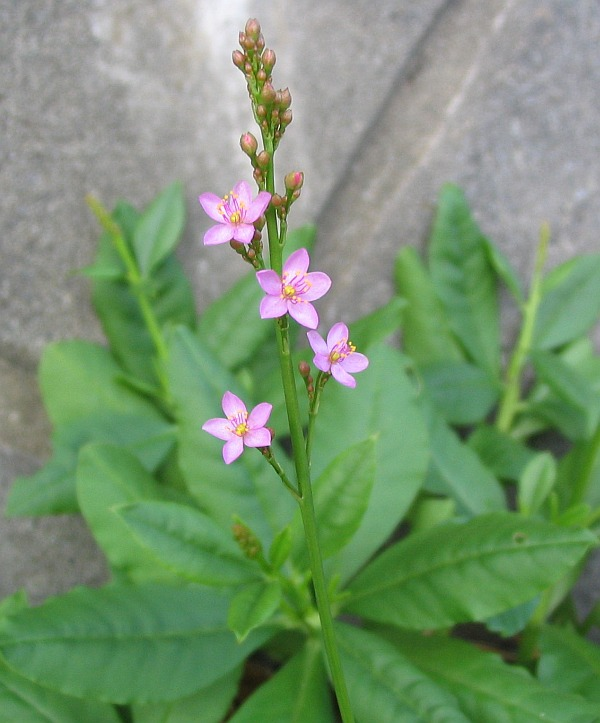
Talinum crassifolium, Surinaamse spinazie

- Talinum whitei I.M.Johnst.